# Goffredo I di Lovanio
Goffredo I di Lovanio, detto il Barbuto, il Coraggioso o il Grande (1060 circa – Affligem, 25 gennaio 1139), fu Langravio del Brabante, conte di Lovanio e Bruxelles dal 1095, e Margravio di Anversa dal 1105 alla sua morte e anche Duca della Bassa Lorena (Lotaringia) (come Goffredo VI) dal 1106 al 1125.

## Origine
Secondo il Chronicon Affligemense, Goffredo era il figlio secondogenito del conte di Lovanio e Bruxelles, Enrico II e di Adelaide di Betuwe, che, secondo un documento citato dall'ecclesiastico e storico, belga, del XVII secolo, Aubertus Miraeus o Aubert le Mire (Bruxelles, 30 novembre 1573 - Anversa, 19 ottobre 1640), nel suo Opera diplomatica et historica, tomus I (non consultato), era figlia di Everardo conte di Betuwe e della moglie di cui non conosciamo né il nome né gli ascendenti.
Enrico II di Lovanio, secondo sia Annalista Saxo che la Ex Chronicis Brab. in Magno Chron. Belg, riportato nel Recueil des historiens des Gaules et de la France. Tome 11 era il figlio primogenito del Conte di Lovanio, Lamberto II e di Oda di Verdun, che sia secondo la Huberto, Vita Sanctæ Gudilæ, che secondo la Ex Chronicis Brab. in Magno Chron. Belg, riportato nel Recueil des historiens des Gaules et de la France. Tome 11, era figlia del margravio di Anversa, Duca della Bassa Lorena (Lotaringia) e Duca dell'Alta Lorena (Lotaringia) e conte di Verdun, Gothelo (o Gozelo o Gozzelone) I di Lotaringia detto il Grande; anche la Genealogica ex Stirpe Sancti Arnulfi descendentium Mettensis conferma che Oda era figlia di Gozzelone.

## Biografia
Secondo il Continuatio Chronici Afflegemiensis, Goffredo assieme al fratello, Enrico III, conte di Lovanio e Bruxelles, furono i fondatori dell'Abbazia di Affligem; mentre il documento citato da Aubertus Miraeus o Aubert le Mire, cita anche la madre, Adelaide, tran i fondatori.
Suo fratello, Enrico III di Lovanio (Henricum comitem Lovaniensem), secondo la Genealogia Ducum Brabantiæ Heredum Franciæ, morì nel 1095, ucciso a Tournai, secondo i Documents relatifs à l´abbaye de Flône, Analectes pour servir à l´histoire ecclésiastique de la Belgique, Tome XXIII (non consultato), durante un torneo e Goffredo gli succedette come conte di Lovanio e Bruxelles.
Egli dapprima entrò in conflitto con il vescovo Otberto di Liegi, circa la Contea di Brunengeruz a cui entrambi erano pretendenti, come ci riferiscono le Ægidii Aureævallensis Gesta episcoporum Leodiensium. Nel 1099, l'Imperatore Enrico IV concesse la contea al vescovo, che la cedette al Conte Alberto III di Namur, come ci riferiscono ancora le Ægidii Aureævallensis Gesta episcoporum Leodiensium.
Goffredo diresse una disputa tra Enrico III di Lussemburgo e Arnoldo I di Loon, circa la nomina dell'abate di Sint-Truiden.
Goffredo era favorevole all'imperatore del Sacro Romano Impero, Enrico IV e difese i suoi diritti in Lorena. Nel 1102, contrastando Roberto II delle Fiandre, che stava tentando di invadere il comune libero di Cambrai.
Nel 1105, Goffredo divenne margravio di Anversa.
Quando l'imperatore, Enrico IV, riuscì a fuggire dalla prigione dove l'aveva relegato il figlio, il re di Germania, Enrico V, Goffredo si schierò dalla parte del figlio e, dopo la morte dell'Imperatore, il 7 agosto 1106, Enrico V, ignorando l'appello del padre alla pacificazione, attaccò il ducato di Bassa Lorena, catturò e imprigionò il duca, Enrico, che si era stato sostenitore di Enrico IV; i suoi domini vennero confiscati e il Duca della Bassa Lorena (Lotaringia) venne concesso a Goffredo.
Enrico riuscì però ad evadere di prigione e tentò di riprendere possesso del ducato, acquisendo Aquisgrana, ma questo suo tentativo fallì.
Nel 1114, approfittando di un disaccordo tra il Papa Pasquale II e l'Imperatore, Goffredo guidò una rivolta in Germania. Nel 1118, l'Imperatore e il duca si riconciliarono. Nel 1119, Baldovino VII di Fiandra morì senza eredi e i suoi domini vennero contesi tra molti pretendenti, tra cui Guglielmo di Ypres che aveva sposato la nipote della seconda moglie di Goffredo. Quest'ultimo supportò notevolmente Guglielmo, ma dovette cedervi alla morte di Carlo I di Fiandra. Anche il Vescovo Otberto morì in quell'anno.
Dal matrimonio di sua figlia Adeliza con Enrico I d'Inghilterra, che era anche il suocero dell'Imperatore, egli aumentò notevolmente il proprio prestigio. Alla morte di Enrico V, nel 1125, Goffredo supportò Corrado di Hohenstaufen, Duca di Franconia, contro Lotario di Supplimburgo. Dopo l'elezione di quest'ultimo a re di Germania, sempre nel 1125, Goffredo venne costretto a restituire la Bassa Lorena a Valerano, il figlio di Enrico, come ci viene confermato dal Gestorum Abbatem Trudonensium Continuatio Tertia.
 Goffredo non era intenzionato in questa libera donazione e perciò scoppiò una guerra, specialmente dispute sull'autorità sull'Abbazia di Sint-Truiden. Ad ogni modo, Goffredo mantenne il Margraviato di Anversa e il titolo ducale (che nel 1183 sarebbe stato associato al Brabante).
Il 2 marzo 1127, il conte delle Fiandre, Carlo I il Buono, senza eredi legittimi, venne assassinato nella chiesa di San Donaziano a Bruges, mentre era intento alle sue devozioni. I pretendenti erano molti, Guglielmo di Ypres, Teodorico di Alsazia, Arnoldo di Danimarca, Baldovino IV di Hainaut e altri tra cui, Goffredo il Barbuto, ma il re di Francia, Luigi VI, chiamato dai fiamminghi, si precipitò ad Arras, e convocò i notabili fiamminghi perché eleggessero il suo candidato, suo cognato, Guglielmo Cliton. Guglielmo venne eletto e fu subito confermato da Gand, Bruges, Lilla, Saint-Omer e assieme al re si avviò verso Bruges, attraversando buona parte della contea, accolto con entusiasmo. A Bruges intanto erano stati catturati e giustiziati gli assassini di Carlo I il Buono.
Teodorico di Alsazia, si rifiutò di riconoscere Guglielmo e, prima conquistò Lilla e Gand, poi prese anche il controllo di Bruges e fu, di fatto, eletto nuovo conte e nel febbraio 1128, quasi tutte le Fiandre erano per Teodorico. Guglielmo, ridotto ad una parte del sud della contea, dopo che tramite il re di Francia, Teodorico, rinchiusosi in Lilla, era stato scomunicato, con l'appoggio di molti nobili passò al contrattacco e il 21 giugno, alleatosi con Goffredo, sconfisse Teodorico a Tielt e poi al castello di Oostkamp. Teodorico allora era fuggito da Lilla per rinchiudersi ad Alost. Guglielmo e Goffredo, il 12 luglio, posero l'assedio ad Alost, ma, durante l'assedio, in una scaramuccia con alcuni fanti nemici Guglielmo, il 28 luglio, venne ferito ad un braccio, la ferita andò in gangrena e Guglielmo, il 9 agosto, morì. Con la morte di Guglielmo, senza eredi, Teodorico, fu riconosciuto conte, come Teodorico I, da tutta la contea. Il re di Francia Luigi VI dovette accettare il fatto compiuto e ratificare che Teodorico I fosse succeduto a Guglielmo, mentre Goffredo continuò la guerra contro Liegi e Namur.
Il paragrafo 81 delle Gesta abbatum Gemblacensium riporta copia di un documento redatto a Gembloux inerente ad una donazione fatta da Goffredo assieme al figlio Goffredo, in cui l'altro figlio, Enrico compare come testimonio; anche Il documento nº 51, datato 1131, del Recueil des chartes de l´abbaye de Gembloux riferisce della stessa donazione.
Goffredo si ritirò in seguito nell'abbazia di Affligem dove trascorse gli ultimi anni della sua vita. Egli morì a tarda età e venne sepolto nella navata sinistra della chiesa abbaziale. Morì, nel 1139, come ci viene confermato dagli Annales Blandinienses, l'Obituaire de l´abbaye de Brogne ou de Saint-Gérard ci conferma la morte il 25 gennaio (VIII Kal Feb) 1139; invece la Chronica Albrici Monachi Trium Fontium, ne riporta la morte nel 1038, ad Affligem, confermando ch e venne sepolto nell'abbazia, dove aveva vissuto; la sepoltura nell'abbazia viene confermato anche dal Continuatio Chronici Afflegemiensis. Alcuni storici ritengono che sia morto dopo il 1140, ma questo viene ad oggi ritenuto un errore.
A Goffredo il Barbuto, secondo le Chroniques des ducs de Brabant , composées par Adrian de Barland succedette il figlio maschio primogenito, Goffredo, come Goffredo II Langravio del Brabante, conte di Lovanio e Bruxelles.

## Matrimoni e discendenza
Goffredo, ancora secondo la Chronica Albrici Monachi Trium Fontium sposò in prime nozze Ida di Chiny (comitissa Lovaniensis que comiti Lovanii peperit primum Godefridum comitem) ( † tra il 1117 e il 1125), citandola come sorella del vescovo di Liegi, Albéron (Adalberone) de Namur (episcopus Albero Leodiensis), figlia del conte di Chiny, Ottone II e della moglie (ancora la Chronica Albrici Monachi Trium Fontium ci conferma il matrimonio tra Ottone -comes Otto de Cisneio- ed Adelaide di Namur -Alaide sorore comitis Godefridi Namucensis-) Adelaide di Namur (sempre la Chronica Albrici Monachi Trium Fontium definisce Ida e il fratello Albéron discedendenti dal casato di Namur - de prosapia Namucensi); la parentela tra Ida e Albéron (che era stato anche arcidiacono a Metz) viene confermata anche dal Rodulfi, Gesta Abbatem Trudonensium liber XII che cita Adalberone come zio materno del figlio del conte di Lovanio (Adalbero Metensium primicerius, filiorum Lovaniensis domini avunculus).
Goffredo da Ida ebbe cinque figli:
- Adeliza[38] (1103 circa – 1151), che sposò in prime nozze Enrico I d'Inghilterra e poi William d'Aubigny, I conte di Arundel
- Goffredo[38] (ca. 1107-1142), Langravio del Brabante, conte di Lovanio e Bruxelles e anche Duca della Bassa Lorena (Lotaringia)
- Clarissa[38] ( † prima del 1141), nubile[38]
- Enrico ( † 1141), divenne monaco dell'Abbazia di Affligem, dove fu sepolto[39]
- Ida[38] ( † 1162), che sposò Arnoldo I, conte di Kleve[38]

Dopo la morte della prima moglie, Ida, nel 1125, Goffredo, in seconde nozze, sposò Clemenza di Borgogna (ca. 1078 - 1133), che secondo la Genealogica Comitum Flandriæ Bertiniana era figlia del conte di Borgogna, conte di Mâcon e conte di Vienne, Guglielmo I, detto il Grande o l'Ardito (Clementiam filiam Willelmi comitis Burgundionum cognomento Testahardith) (1020 – 1087), e della contessa di Vienne, Stefania (1035 – 1088), figlia di Gerardo di Vienne. Sempre secondo la Genealogica Comitum Flandriæ Bertiniana Clemenza aveva sposato, in prime nozze, il conte delle Fiandre, Roberto II (Rodbertus Rodberti filius), detto Roberto di Gerusalemme o Roberto il crociato (1065 circa – 5 ottobre 1111), e che, secondo lo storico britannico, noto medievalista e bizantinista, Steven Runciman, nel suo A History of the Crusades: Volume 1 (non consultato), fu reggente della Contea delle Fiandre, nel periodo che il suo primo marito partecipò alla prima crociata (1096 -1100).
Goffredo da Clemenza ebbe un figlio:
- Joscelin ( † 1180), che secondo alcuni storici non era figlio di Clemenza (al suo secondo matrimonio aveva circa 50 anni), ma, secondo il Monasicon Anglicanorum, vol V senz'altro era figlio di Goffredo[9]. Probabilmente era coetaneo della sorellastra, Adeliza, in quanto secondo le cronache, la accompagnò in Inghilterra per il suo primo matrimonio[9] e dalla stessa verso il 1151, ricevette la proprietà di Petworth.

## Ascendenza
|                        |   |                     | Genitori             |  |  | Nonni |  |  | Bisnonni              |  |  | Trisnonni                       |  |
|                        |   |                     |                      |  |  |       |  |  | Lamberto I di Lovanio |  |  | Reginardo III, conte di Hainaut |  |
|                        |   |                     |                      |  |  |       |  |  | Lamberto I di Lovanio |  |  | Reginardo III, conte di Hainaut |  |
|                        |   | Adele d'Alvernia    |                      |  |  |       |  |  | Lamberto I di Lovanio |  |  |                                 |  |
| Lamberto II di Lovanio |   |                     |                      |  |  |       |  |  | Lamberto I di Lovanio |  |  |                                 |  |
|                        |   | Gerberga di Lorena  | Carlo I di Lorena    |  |  |       |  |  |                       |  |  |                                 |  |
|                        |   | Gerberga di Lorena  | Carlo I di Lorena    |  |  |       |  |  |                       |  |  |                                 |  |
|                        |   | Gerberga di Lorena  | Adelaide di Troyes   |  |  |       |  |  |                       |  |  |                                 |  |
| Enrico II di Lovanio   |   | Gerberga di Lorena  |                      |  |  |       |  |  |                       |  |  |                                 |  |
|                        |   | Gothelo I di Lorena | Goffredo I di Verdun |  |  |       |  |  |                       |  |  |                                 |  |
|                        |   | Gothelo I di Lorena | Goffredo I di Verdun |  |  |       |  |  |                       |  |  |                                 |  |
|                        |   | Gothelo I di Lorena | Matilde di Sassonia  |  |  |       |  |  |                       |  |  |                                 |  |
| Oda di Verdun          |   | Gothelo I di Lorena |                      |  |  |       |  |  |                       |  |  |                                 |  |
|                        |   | …                   | …                    |  |  |       |  |  |                       |  |  |                                 |  |
|                        |   | …                   | …                    |  |  |       |  |  |                       |  |  |                                 |  |
|                        |   | …                   | …                    |  |  |       |  |  |                       |  |  |                                 |  |
| Goffredo I di Lovanio  |   | …                   |                      |  |  |       |  |  |                       |  |  |                                 |  |
|                        | … | …                   |                      |  |  |       |  |  |                       |  |  |                                 |  |
|                        | … | …                   |                      |  |  |       |  |  |                       |  |  |                                 |  |
|                        | … | …                   |                      |  |  |       |  |  |                       |  |  |                                 |  |
| Everardo di Betuwe     | … |                     |                      |  |  |       |  |  |                       |  |  |                                 |  |
|                        |   | …                   | …                    |  |  |       |  |  |                       |  |  |                                 |  |
|                        |   | …                   | …                    |  |  |       |  |  |                       |  |  |                                 |  |
|                        |   | …                   | …                    |  |  |       |  |  |                       |  |  |                                 |  |
| Adelaide di Betuwe     |   | …                   |                      |  |  |       |  |  |                       |  |  |                                 |  |
|                        |   | …                   | …                    |  |  |       |  |  |                       |  |  |                                 |  |
|                        |   | …                   | …                    |  |  |       |  |  |                       |  |  |                                 |  |
|                        |   | …                   | …                    |  |  |       |  |  |                       |  |  |                                 |  |
| …                      |   | …                   |                      |  |  |       |  |  |                       |  |  |                                 |  |
|                        |   | …                   | …                    |  |  |       |  |  |                       |  |  |                                 |  |
|                        |   | …                   | …                    |  |  |       |  |  |                       |  |  |                                 |  |
|                        |   | …                   | …                    |  |  |       |  |  |                       |  |  |                                 |  |
|                        |   | …                   |                      |  |  |       |  |  |                       |  |  |                                 |  |

### Letteratura storiografica
- Z.N. Brooke, La Germania sotto Enrico IV e Enrico V, in «Storia del mondo medievale», vol. IV, 1999, pp. 422–482
- Louis Halphen, "La Francia: Luigi VI e Luigi VII (1108-1180)", cap. XVII, vol. V della Storia del mondo medievale, 1999, pp. 705–739
- (FR)  Chroniques des ducs de Brabant, composées par Adrian de Barland.